# Hospital Federal dos Servidores do Estado
Hospital Federal dos Servidores do Estado é um hospital público vinculado ao Ministério da Saúde localizado no bairro Saúde, no Rio de Janeiro.

## Histórico
O Hospital Federal dos Servidores do Estado (HFSE) foi inaugurado em 1934, quando, por iniciativa do Ministro do Trabalho, Salgado Filho, o Presidente Getúlio Vargas assina decreto destinando recursos para a sua construção, sob a denominação de Hospital dos Funcionários Públicos. Em 1938, foi incorporado ao Instituto de Pensão e Aposentadoria dos Servidores do Estado - IPASE, que foi, posteriormente, fundido ao INPS.
Em fevereiro de 1947 é nomeado Diretor do H.S.E. o dr. Raymundo de Moura Britto, com a missão de ultimar a construção e atualizar a organização funcional do Hospital. O novo diretor reuniu numeroso grupo de médicos ilustres em torno daquela Missão, destacando-se os doutores Mariano de Andrade e Aloysio de Salles Fonseca.
Em agosto de 2017, o forro do teto do necrotério do Hospital, desabou na madrugada. De acordo com o Ministério da Saúde, havia poucos funcionários no local e ninguém se feriu. E a área foi interditada pela Defesa Civil do município, após ter passado por vistoria.
Em novembro de 2017, a Controladoria-Geral da União exonerou do serviço público, dois ex-servidores do Hospital no Rio de Janeiro, por praticarem fraudes no sistema de pregão eletrônico para locação de equipamentos utilizados em videocirurgias. O ex-diretor de Administração foi demitido e o ex-gerente executivo foi destituído do cargo em comissão.

## Localização
O complexo hospitalar do Hospital Federal dos Servidores do Estado está localizado na Rua Sacadura Cabral, 178, em Saúde, Zona Central da Cidade do Rio de Janeiro.

## Caracterização
O hospital conta atualmente com, aproximadamente, 450 leitos em funcionamento, oferecendo serviços como:
- Serviço de Emergência;
- Cirurgia Cardíaca;
- Cirurgia Geral;
- Cirurgia Pediátrica;
- Cirurgia Plástica;
- Cirurgia Torácica;
- Cirurgia Vascular;
- Neurocirurgia;
- Cardiologia;
- Pneumologia;
- Psicologia;
- Odontologia;
- Oftalmologia;
- Ortopedia e Traumatologia
- Reumatologia;
- UI Adulto;
- UI Neonatal;
- Urologia;
- UTI Adulto;
- UTI Neonatal;
- UTI Pediátrica.